# Хэннет, Мартин
Мартин Хэннет (англ. Martin Hannett; 31 мая 1948 — 18 апреля 1991) — музыкальный продюсер, один из основателей манчестерского лейбла Factory Records. Именно благодаря Хэннету Joy Division обрели своё классическое звучание, именно на их пластинках выработался фирменный стиль самого Хэннета, заключавшийся в минимальном, атмосферном звучании с едва заметным использованием электроники (синтезаторы, эхо-генераторы). Помимо Joy Division Хэннет работал с большинством исполнителей Factory Records (включая ранние New Order, Happy Mondays). Вследствие тяжёлой наркотической зависимости (пристрастие к героину) Хэннет с начала 1990-х гг. почти никого не записывал. Умер от сердечной недостаточности.

## Работы в качестве продюсера
- 1976 Buzzcocks — сингл «Spiral Scratch»
- 1978 Jilted John — сингл «Jilted John»
- 1978 John Cooper Clarke — альбом Disguise In Love
- 1979 Joy Division — альбом Unknown Pleasures
- 1979 Joy Division — сингл «Transmission»
- 1979 The Durutti Column — альбом The Return Of The Durutti Column
- 1979 Pauline Murray and the Invisible Girls — альбом Pauline Murray and the Invisible Girls
- 1979 OMD — сингл «Electricity»
- 1980 Joy Division — сингл «Licht und Blindheit»
- 1980 Joy Division — альбом Closer
- 1980 Joy Division — сингл «Love Will Tear Us Apart»
- 1980 John Cooper Clarke, — альбом Snap, Crackle & Bop
- 1980 Joy Division — сингл «Atmosphere / She's Lost Control»
- 1980 The Psychedelic Furs — альбом The Psychedelic Furs
- 1981 New Order — сингл «Ceremony»
- 1981 Section 25 — альбом Always Now
- 1981 A Certain Ratio — альбом To Each...
- 1981 Magazine — альбом Magic, Murder & the Weather (mixed)
- 1981 New Order — сингл «Procession»
- 1981 Joy Division — альбом Still
- 1981 Magazine — альбом The Correct Use Of Soap
- 1980 U2 — сингл «11 O'Clock Tick Tock»
- 1981 Stockholm Monsters — сингл «Fairy Tales»
- 1981 New Order — сингл «Everything's Gone Green»
- 1981 ESG — сингл «ESG»
- 1981 New Order — альбом Movement
- 1982 Dead Kennedys — сингл «Nazi Punks Fuck Off»
- 1985 The Stone Roses — альбом Garage Flower
- 1987 Walk The Walk — альбом Walk The Walk
- 1988 Happy Mondays — альбом Bummed
- 1990 Kitchens Of Distinction — сингл «Quick As Rainbows»